# Axel y Eigil Axgil
Axel Axgil (3 de abril de 1915 – 29 de octubre de 2011) y Eigil Axgil (1922- 22 de septiembre de 1995) fue una pareja de activistas LGBT daneses. Fue la primera pareja homosexual en realizar una unión civil en Dinamarca y, por lo tanto, en el mundo, ya que Dinamarca fue el primer país del mundo en introducir tal legislación en 1989. Axel y Eigil Axgil fueron fundamentales en la lucha por conseguir la ley.
Axel Axgil nació en 1915 como Axel Lundahl-Madsen; Eigil Axgil nació como Eigil Eskildsen en 1922. En junio de 1949, inspirados por la Declaración Universal de los Derechos Humanos de 1948, junto con algunos amigos, fundaron F-48 o Forbundet af 1948 (Asociación de 1948), la primera organización gay de Dinamarca. También lanzaron la revista gay Vennen (El amigo). Hacia 1951, la asociación había crecido hasta los 1.339 socios y había sucursales en Suecia y Noruega. En 1950, adoptaron el mismo apellido, una combinación de sus nombres, como una expresión de su compromiso mutuo.
En 1989, Dinamarca se convierte en la primera nación en reconocer las uniones civiles para parejas homosexuales. El 1 de octubre de 1989, los Axgil y otras diez parejas danesas fueron casadas por Tom Ahlberg, el teniente de alcalde de Copenhague, en el ayuntamiento de la ciudad, acompañados por la atención mediática de todo el mundo. Los Axgil habían sido pareja durante 40 años.
- Eigil Axgil murió el 22 de septiembre de 1995 a los 73 años.
- Axel Axgil murió el 29 de octubre de 2011 a los 96 años.